# Esclerénquima

Corte transversal de un tallo de lino.
Leyenda:
1. médula
2. protoxilema/xilema I
3. xilema II
4. floema I
5. fibras de esclerénquima
6. corteza
7. epidermis

En botánica, el esclerénquima es un tejido de sostén de algunas plantas formado por células muertas a la madurez, cuyas paredes secundarias están engrosadas y endurecidas. Su nombre proviene del griego escleros, "duro" y enchyma, "sustancia".
Existen dos tipos de células esclerenquimáticas: las fibras celulares y las esclereidas. Sus paredes celulares consisten en celulosa, hemicelulosa y lignina. Las células de esclerénquima son las principales células de sostén en los tejidos vegetales que han cesado su elongación. Las fibras de esclerénquima tienen una gran importancia económica, ya que constituyen la materia prima de muchos tejidos (p. ej ., lino, cáñamo, yute y ramio).
A diferencia del colénquima, el esclerénquima maduro se compone de células muertas con paredes celulares extremadamente gruesas (paredes secundarias) que constituyen hasta el 90 % del volumen celular total. El término esclerénquima se deriva del griego σκληρός (sklērós), que significa "duro". Son las paredes duras y gruesas las que hacen que las células del esclerénquima sean importantes elementos de refuerzo y soporte en las partes de la planta que han dejado de alargarse. La diferencia entre las esclereidas no siempre es clara: existen transiciones, a veces incluso dentro de la misma planta.

## Descripción
Al estar compuesto principalmente por células muertas en la madurez, el esclerénquima es un tejido de soporte vegetal compuesto por varios tipos de células. Tiene una pared celular gruesa y uniformemente lignificada, por lo que la pared de estas células, que están muertas, permanece en la planta. El esclerénquima se puede encontrar en órganos de plantas más viejos (que ya han dejado de crecer) y puede ocurrir como células, hebras aisladas o pueden formar anillos.
Como se mencionó anteriormente, la mayoría de las células del esclerénquima mueren en la madurez, dejando solo su pared primaria (más externa y más delgada), la pared secundaria gruesa, generalmente lignificada, y una pequeña luz (espacio que antes ocupaba el citoplasma). La lignificación hace que las paredes celulares sean impermeables, evitando los intercambios metabólicos.
El esclerénquima comprende:
- Fibras: son células fusiformes, es decir, células largas y poligonales con extremos aguzados. Poseen pocas punteaduras (perforaciones acopladas que atraviesan las dos paredes adyacentes entre célula y célula, comunicándolas).[2] Las fibras se clasifican en:
  - Xilemáticas: forman parte del xilema ejerciendo su función de sostén. Hay tres tipos de fibras xilemáticas: fibrotraqueida, fibra tabicada y fibras libriformes.
  - Extraxilemáticas: corresponden al floema o liber (fibras liberianas) o formas grupos o anillos corticales.[2] En las monocotiledóneas constituye el principal tejido de sostén, y pueden formar anillos y cordones subepidérmicos y/o corticales, y también rodeando los haces vasculares (venas).

- Esclereidas: frecuentemente son más cortas que las fibras, no presentan extremos aguzados, adoptan diversas formas y a menudo derivan de células parenquimáticas esclerificadas. Se encuentran en diversos órganos vegetales: hojas, frutos, semillas, etc. Se las clasifica según su forma:
  - Braquiesclereidas o células pétreas: son más o menos isodiamétricas, con paredes muy gruesas, lúmen pequeño y punteaduras simples y ramificadas.
  - Astroesclereidas: con forma de estrella, comunes en la hoja de Camellia.
  - Macroesclereidas.
  - Osteoesclereidas: con forma de hueso.
  - Esclereidas filiformes: comunes en la hoja de olivo (Olea europaea).

## Fibras

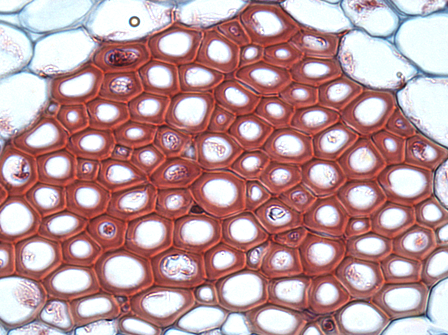
Sección transversal de fibras de esclerénquima

Las fibras o líbers son generalmente células largas y delgadas, denominadas prosenquimatosas, que suelen presentarse en cordones o haces. Estos haces o la totalidad de los haces de un tallo se denominan coloquialmente fibras. Su gran capacidad de carga y la facilidad con la que se pueden procesar las ha convertido desde la antigüedad en el material de partida para una serie de cosas, como cuerdas, textiles y colchones. Las fibras de lino (Linum usitatissimum) se conocen en Europa y Egipto desde hace más de 3.000 años, las del cáñamo (Cannabis sativa) en China desde hace el mismo tiempo. Estas fibras, y las de yute (Corchorus capsularis) y ramio (Boehmeria nivea, una ortiga), son extremadamente suaves y elásticas y son especialmente adecuadas para la elaboración de textiles. El principal material de su pared celular es la celulosa.
En cambio, las fibras duras se encuentran sobre todo en las monocotiledóneas. Ejemplos típicos son la fibra de muchas céspedes, Agave sisalana (sisal), Yucca o Phormium tenax, Musa textilis y otras. Sus paredes celulares contienen, además de celulosa, una elevada proporción de lignina. La capacidad de carga del Phormium tenax llega a ser de 20-25kg/mm², la misma que la de un buen alambre de acero (25 kg/mm²), pero la fibra se desgarra en cuanto se le aplica una tensión demasiado grande, mientras que el alambre se deforma y no se desgarra ante una tensión de 80 kg/mm². El engrosamiento de una pared celular se ha estudiado en Linum. Comenzando en el centro de la fibra, las capas de engrosamiento de la pared secundaria se depositan una tras otra. El crecimiento en ambos extremos de la célula conduce a un alargamiento simultáneo. Durante el desarrollo, las capas de material secundario parecen tubos, de los cuales el exterior es siempre más largo y antiguo que el siguiente. Una vez completado el crecimiento, las partes que faltan se complementan, de modo que la pared se engrosa uniformemente hasta las puntas de las fibras.
Las fibras suelen originarse en los tejidos meristemáticos. El cámbium y el procámbium son sus principales centros de producción. Suelen estar asociados al xilema y al floema de los haces vasculares. Las fibras del xilema son siempre lignificadas, mientras que las del floema son celulósicas. Existen pruebas fiables del origen evolutivo de las células de las fibras a partir de traqueidas. Durante la evolución se mejoró la resistencia de las paredes celulares de las traqueidas, se perdió la capacidad de conducir el agua y se redujo el tamaño de las fosas. Las fibras que no pertenecen al xilema son el líber (fuera del anillo de cámbium) y tales fibras que se disponen en patrones característicos en diferentes sitios del brote.
El término "esclerénquima" (originalmente Sclerenchyma) fue introducido por Mettenius en 1865.

## Esclereidas

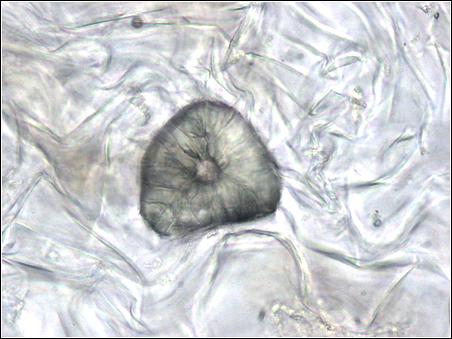
Montaje fresco de una esclereida

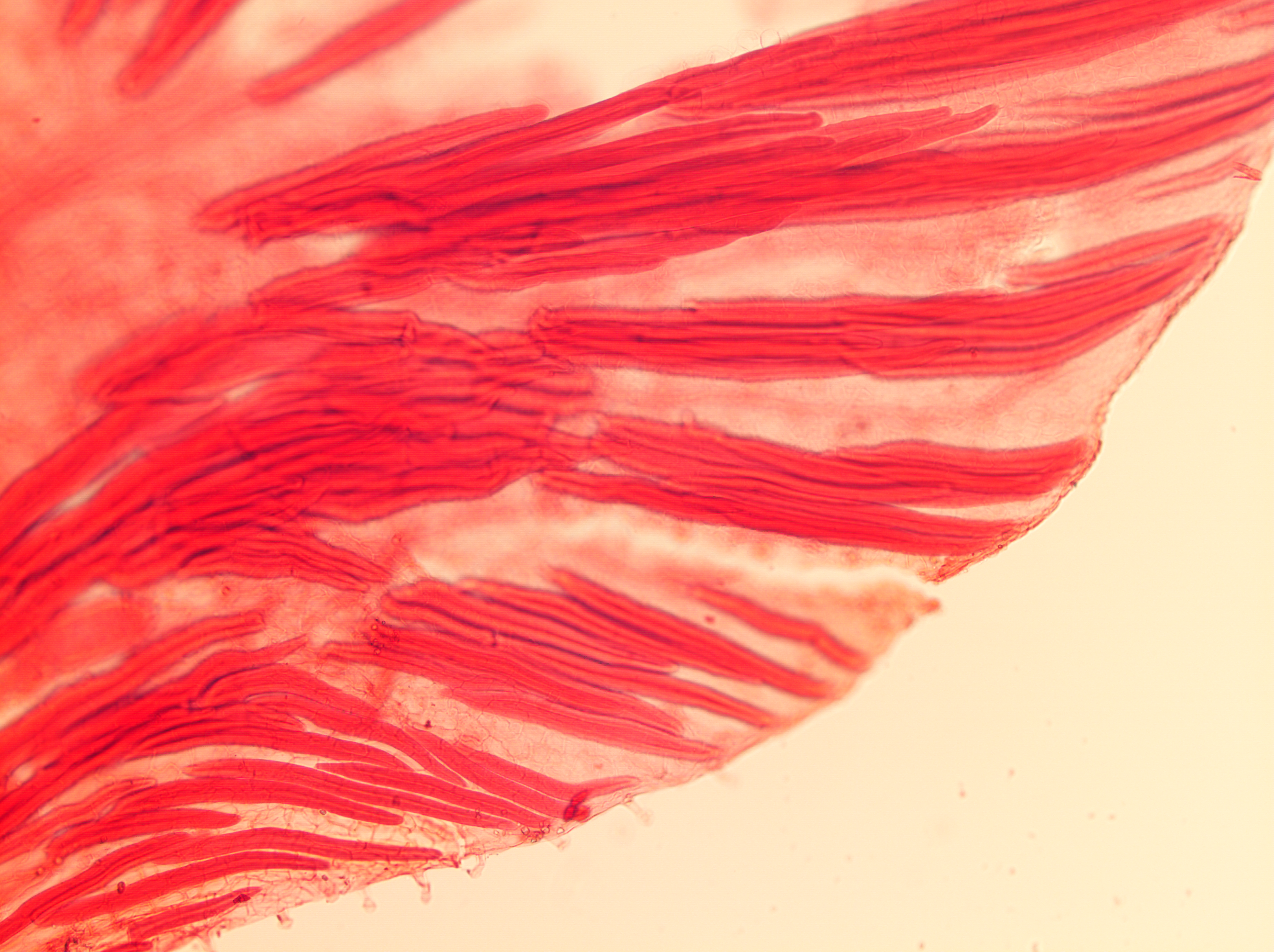
Esclereidas largas y cónicas que sostienen el borde de una hoja en Dionysia kossinskyi.

Las esclereidas son la forma reducida de las células del esclerénquima con paredes muy engrosadas y lignificadas.
Son pequeños haces de tejido de esclerénquima en las plantas que forman capas duraderas, como los núcleos de las manzanas y la textura arenosa de las peras (Pyrus communis). Las esclereidas tienen una forma variable. Las células pueden ser isodiamétricas, prosenquimáticas, bifurcadas o elaboradamente ramificadas. Pueden agruparse en haces, pueden formar tubos completos situados en la periferia o pueden presentarse como células individuales o pequeños grupos de células dentro de los tejidos del parénquima. En comparación con la mayoría de las fibras, las esclereidas son relativamente cortas. Ejemplos característicos son las braquiesclereidas o las células de hueso (llamadas células de hueso por su dureza) de las peras y membrillos (Cydonia oblonga) y las del brote de la planta de cera. (Hoya carnosa). Las paredes celulares llenan casi todo el volumen de la célula. La estratificación de las paredes y la existencia de fosetas ramificadas son claramente visibles. Las fosas ramificadas como éstas se denominan fosas ramiformes. La cáscara de muchas semillas, como las de los frutos secos, así como los huesos de las drupas como las cerezas y las ciruelas están formados por esclereidas.
Estas estructuras sirven para proteger a otras células.